# Gōtoku Sakai
Gōtoku Sakai (jap. 酒井高徳 Sakai Gōtoku; ur. 14 marca 1991 w Nowym Jorku) – japoński piłkarz pochodzenia niemieckiego występujący na pozycji obrońcy. Zawodnik Hamburger SV.

## Kariera klubowa
Sakai urodził się w Nowym Jorku w rodzinie pochodzenia japońsko-niemieckiego. Zawodową karierę rozpoczynał w 2009 roku w japońskim Albireksie Niigata z J. League. W tych rozgrywkach zadebiutował 7 marca 2009 roku w wygranym 4:1 pojedynku z FC Tokio. W sezonie 2009 rozegrał tam 18 spotkań, a w J. League zajął z klubem 8. miejsce. W sezonie 2010 zagrał w 31 meczach, a w lidze uplasował się z zespołem na 9. pozycji.
W latach 2012–2015 Sakai grał w VfB Stuttgart, a latem 2015 przeszedł do Hamburger SV.

## Kariera reprezentacyjna
W 2009 roku Sakai zadebiutował w reprezentacji Japonii U-18. W 2010 roku wziął z nią udział w Pucharze Azji, który Japonia zakończyła na ćwierćfinale.
W 2011 roku został powołany do kadry seniorskiej na Puchar Azji.